# Filipovići (Szentivánzelina)
 Filipovići  falu Horvátországban Zágráb megyében. Közigazgatásilag Szentivánzelinához tartozik.

## Fekvése
Zágrábtól 30 km-re, községközpontjától  4 km-re északkeletre, megye északkeleti részén az A4-es autópálya mellett fekszik.

## Története
Lakosságát csak 1971-ben számlálták meg először, ekkor 68-an lakták. 2001-ben 72 lakosa volt.